# Sigmar Gabriel
Sigmar Gabriel (* 12. září 1959, Goslar, Německo) je německý sociálně-demokratický politik, od listopadu 2009 do března 2017 předseda SPD. V letech 2013–2018 byl vicekancléřem Německa a mezi roky 2017–2018 zastával úřad ministra zahraničí ve třetí vládě Angely Merkelové.
V letech 2005 až 2009 byl spolkovým ministrem životního prostředí, ochrany přírody a jaderné bezpečnosti v první vládě Angely Merkelové. V roce 2013 se stal německým vicekancléřem a ministrem hospodářství a technologií ve třetí vládě Angely Merkelové.
V listopadu 2009 byl zvolen předsedou německé sociální demokracie. Tuto funkci a zároveň kandidaturu na německého kancléře v zářijových volbách předal Gabriel 19. března 2017 bývalému předsedovi Evropského parlamentu Martinu Schulzovi.
Od 15. prosince 1999 do 4. března 2003 byl premiérem spolkové země Dolní Sasko.